# Rudolftelep
Rudolftelep é um município da Hungria, situado no condado de Borsod-Abaúj-Zemplén. Tem 4,39 km² de área e sua população em 2015 foi estimada em 711 habitantes.